# Église Notre-Dame de Boissei-la-Lande
L'église Notre-Dame est une église catholique située à Boissei-la-Lande, en France.

## Localisation
L'église est située dans le département français de l'Orne, à Boissei-la-Lande.

## Historique
L'édifice est daté du XIIIe siècle.
Des travaux ont lieu dans l'édifice au cours du XIVe, XVIIe, et XVIIIe.
L'édifice est inscrit au titre des monuments historiques depuis le 22 janvier 1986.

## Architecture
Le chœur possède des lambris du XVIIIe et il subsiste un cadran solaire du XVIIe.